# EMPORDEF
A EMPORDEF Empresa Portuguesa de Defesa (SGPS), SA foi uma holding do estado português tutelada pelo Ministério da Defesa Nacional e pelo Ministério das Finanças que deteve indústrias portuguesas de defesa. A holding foi criada em 1996 pelo XIII Governo Constitucional de Portugal e foi extinta em 2019 pelo XXII Governo Constitucional de Portugal. 

## Companhias detidas
- OGMA (35%)
- IDD (100%)
- EMPORDEF-TI (100%)
- EID (38.57%)
- EDISOFT (17.5%)
- DEFAERLOC (100%) Companhia criada para a aquisição da frota de aviões EADS CASA C-295 em regime de aluguer operacional
- DEFLOC (81%) Companhia criada para a aquisição da frota de Helicópteros EH-101 em regime de aluguer operacional
- Estaleiros Navais de Viana do Castelo (100%)
- Naval Rocha (45%)
- Arsenal do Alfeite (100%)
- OGMA Imobiliária, S.A. (100%)
- Ribeira d’Atalaia – Sociedade Imobiliária, S.A. (57%)

## História
- Em Dezembro de 1996, a holding EMPORDEF é criada pelo XIII Governo Constitucional de Portugal.[1]

- A 2011-08-12 foi noticiado que José Pedro Aguiar-Branco, ministro da defesa nacional do XIX Governo Constitucional de Portugal, nomeou Rui Jorge de Carvalho Vicente Ferreira como novo presidente da EMPORDEF.[3] O mandato teria a duração de dois anos.[4]

- A 2012-03-04 foi noticiado que Luís Miguel Novais, um dos administradores executivos da EMPORDEF, apresentou a demissão.  A justificação apresentada para a demissão foi a "inércia" da administração em tomar decisões sobre o futuro e a gestão dos Estaleiros Navais de Viana do Castelo (ENVC).[5]  Com a demissão, a EMPORDEF ficou a contar apenas com um administrador executivo, António Mendonça, e outro não executivo, Jorge Camões, que liderava directamente os ENVC.[5]

- A 2012-05-14 foi noticiado que Eduardo Carvalho substituiu Luís Miguel Novais na administração da EMPORDEF.[6]
- A 2019-12-30 o Ministério da Defesa Nacional e o Ministério das Finanças por despacho, concluem a liquidação da EMPORDEF, substituindo-a pela idD - Plataforma das Indústrias de Defesa Nacionais.[2]

## Atalhos externos
- EMPORDEF, site oficial (português)
- EMPORDEF - Empresa Portuguesa de Defesa, SGPS,SA